# Mar Becker
Mar Becker (Passo Fundo, 1986) é uma escritora e poeta brasileira.
Graduou-se em Filosofia pela Universidade de Passo Fundo e se especializou em Epistemologia e Metafísica pela Universidade Federal da Fronteira Sul (campus Erechim). Com seu livro de estreia, A mulher submersa (Editora Urutau, 2020), foi, em 2021, na categoria Poesia, uma das cinco finalistas do Prêmio Jabuti e conquistou o Prêmio Minuano de Literatura. A mulher submersa foi indicado como um dos melhores livros de 2020 pelo Suplemento Pernambuco e pela Quatro Cinco Um, revista literária da Folha de S.Paulo.
Em tradução para o inglês feita por Johnny Lorenz, Mar Becker foi publicada no Columbia Journal, da Escola de Artes da Universidade de Columbia. Foi também traduzida para o francês pelo escritor e poeta Ezra Pereira, do que se originou a seleção de poemas publicada na Europe, revista literária francesa fundada em 1923, por Romain Rolland.
Em 2022, assinou ensaios poéticos para duas mostras individuais no Museu Nacional da República, em Brasília. São elas intituladas "Paraíso sem vocabulário", de Pedro Gandra, e "Guardadora de água", de Isabela Couto.
Publicou Sal, pela Assírio & Alvim Brasil, com o qual venceu o Prêmio Ages Livro do Ano (Associação Gaúcha de Escritores), do estado do Rio Grande do Sul, e foi finalista do Prêmio Minuano de Literatura e do Prêmio Academia Rio-Grandense de Letras. Com seu terceiro livro, Canção derruída, entrou para o catálogo da Assírio & Alvim, do Grupo Porto Editora, em Portugal. O livro foi comentado na edição de janeiro de 2024 da Revista Colóquio ─ Letras, da Fundação Calouste Gulbenkian, em artigo assinado por Maria Brás Ferreira.
Pelo Círculo de Poemas, selo de poesia da Editora Fósforo, publicou em abril de 2024 Cova profunda é a boca das mulheres estranhas, plaquete (livro de formato menor, com menor número de páginas). A publicação foi eleita pela Quatro Cinco Um como uma das três melhores publicações de 2024 na categoria poesia.
Mais recentemente, entre maio e junho de 2025, publicou Noite devorada, também pelo Círculo de Poemas/Editora Fósforo. É autora convidada da 23a. Flip, em 2025.

## Obras publicadas
- A mulher submersa (Urutau, 2020)
- Sal (Assírio & Alvim Brasil, 2022)
- Canção derruída (Assírio & Alvim, 2023)
- Cova profunda é a boca das mulheres estranhas (Círculo de Poemas/Editora Fósforo, 2024)
- Noite devorada (Círculo de Poemas/Editora Fósforo, 2025)